# Алекперли, Фарид Урхан оглы
Фарид Урхан оглы Алекперли (также Фарид Алекберли, азерб. Fərid Urxan oğlu Ələkbərli; 3 января 1964, Гянджа — 7 апреля 2021, Баку) — азербайджанский учёный, специалист в области истории медицины, доктор исторических наук, профессор. Заведующий отделом международных связей Института рукописей им. Физули НАН Азербайджана. Президент Азербайджанской ассоциации историков медицины, национальный представитель Азербайджана в Международном обществе истории медицины (ISHM). Автор более 200 научных и научно-популярных трудов, в том числе 23 книг и брошюр, ряда художественных рассказов и повестей.

## Биография
Фарид Алекперли родился 3 января 1964 года в городе Кировабад в семье учёных. 
В 1981 году окончил среднюю школу № 134 г. Баку. 
В 1986 году окончил биологический факультет Азербайджанского государственного университета.
В 1988 году окончил двухгодичные курсы персидского языка при Азербайджанском педагогическом институте иностранных языков. 
В 1992 году защитил диссертацию на тему «Сравнительный анализ лекарственных растений средневекового (XIII—XVIII вв.) и современного Азербайджана», и получил учёную степень кандидата биологических наук. 
В 1998 году защитил диссертацию на тему «Арабописьменные источники X—XVIII вв. об охране здоровья в средневековом Азербайджане», и получил учёную степень доктора исторических наук 
С 2003 года являлся заведующим отделом перевода и информации Института рукописей НАН Азербайджана. 
В 2004—2005 годы работал над проектом включения рукописей из коллекции Института в программу ЮНЕСКО «Память Мира», завершившимся внесением в реестр программы 3-х уникальных средневековых арабских и персидских рукописей по медицине. 
В 2005 году вместе с коллегами основал первую в Азербайджане Ассоциацию историков медицины. Был избран её президентом. 
1-2 февраля 2005 года организовал Первую республиканскую конференцию «Проблемы истории медицины в Азербайджане», тем самым положив начало проведению в Азербайджане мероприятий, посвященных истории медицины. 
С 12 по 14 июня 2006 года являлся сопредседателем первой международной конференции по истории медицины, организованной Фондом Гейдара Алиева: Первая международная конференция «Медицина и фармация в средневековых рукописях». 
С 2011 по 2013 год находился с командировкой в Ватикане, изучая средневековые письменные источники Апостольской библиотеки и работая в секретных архивах Ватикана.

## Вклад в науку

### Основная область исследований
Средневековые арабописьменные источники и медицинские рукописи. История науки. История медицины и фармации. Культурология.

### История медицины
На основе исследования средневековых (X—XVIII вв.) источников в области медицины и фармации была выявлена и впервые детально исследована концепция охраны здоровья, существовавшая в средневековье на территории нынешнего Азербайджана. Установлены и изучены основные положения этой концепции: охрана здоровья через защиту окружающей среды (воздуха, почвы, водных ресурсов), охрана здоровья путём рационального устройства жилища, здоровый образ жизни и профилактика заболеваний (правильное питание, физкультура, режим труда и отдыха, регулирование эмоций и т. д.), лечение заболеваний (медицина и фармация). Ученым впервые исследовано и идентифицировано 724 вида растений, 150 видов животных, 115 видов минералов, применявшихся в традиционной медицине в Средние века на этой территории. Составлены их перечни, проведен детальный систематический анализ, изучена информация об их лечебных свойствах. Выявлена и проанализирована информация о 866 видах многокомпонентных лекарственных средств. Проведена их классификация по лекарственным формам и терапевтическим группам.
Автором изучена практика ароматерапии, применения эфиромасличных растений в традиционной медицине средневекового Востока, а также вопросы диетологии и лечебного питания на основе рекомендаций средневековых источников

### Архивы Ватикана
В 2011—2013 годы проводил исследования в Апостольской библиотеке и секретных архивах Ватикана. В результате проведённой работы Алекперли заявил об обнаружении им более 80 средневековых рукописей, а также свыше 500 исторических документов, имеющих отношение к Азербайджану и соседним регионам на тюркском, арабском, персидском, латинском, итальянском и других языках. Факсимильные копии этих рукописей были отправлены в архивы Баку. Была проведена работа по составлению каталога ранее не исследованных и не включенных в каталоги средневековых тюркских рукописей Ватикана. Результаты исследований в архивах Ватикана были обобщены в виде монографии.

## Научные труды
Опубликовал более 200 научных и научно-популярных трудов, в том числе 23 книг и брошюр на азербайджанском, русском, английском, немецком и итальянском языках.

### Основные книги
1. Алекперов Ф. У. Сравнительный анализ лекарственных растений средневекового (XIII—XVIII вв.) и современного Азербайджана. — Баку, Орнак, 1992, 88 С.
2. Алекперов Фарид. Охрана здоровья в средневековом (X—XVIII вв) Азербайджане. — Баку, Иршад, 1999, 97 С.
3. Алекперов Фарид. Тысяча и один секрет Востока. Том 1. — Баку, Турал, 2001, 505 °C.[21]
4. Средневековые азербайджанские трактаты по медицине. Мухаммед Юсиф Ширвани. Тиббнаме (Медицинская Книга). Мухаммед Мумин Тухфат аль-Муминин (Дары Мумина). Предисловие, перевод со староазербайджанского и персидского, комментарии и словарь Фарида Алекперова и Акифа Фарзалиева. — Санкт-Петербург, Издательство Санкт-Петербургского Государственного Университета, 2002, 212 С.
5. Алекперли Фарид. Тысяча и один секрет Востока, т. II. Дополненное и исправленное издание. — Баку, Нурлан, 2008, 490 С.[22]
6. М. Ф. Ахундов. «Человеческий разум — этот божественный дар…» Избранные произведения на русском и азербайджанском языках. Составители: Ф.Алекберли и И.Зайцев. — Москва: Центр книги «Рудомино», 2012 г. — 128 С.
7. Farid Alakbarli. Azerbaijan: medieval manuscripts, history of medicine, medicinal plants. — Baku,2005[23]
8. Farid Alakbarli. Medical Manuscripts of Azerbaijan. — Baku, 2006[24]
9. Azerbaijani manuscripts. Text by Farid Alakbarli. Baku, Heydar Aliyev Foundation, 2012[25].
10. Zoomorphic Memorial Stones in Azerbaiijan. text by Farid Alakbarli. Baku: Mininstry of Culture of the Republic of Azerbaijan, 2012
11. Kulturelles Erbe Aserbaidschans. Manuskripte. Baku, Heydär Äliyev Stiftung, Gebundene Ausgabe, 2013[26]
12. Manoscritti. Beni culturali dell’Azerbaigian. Testo di: Farid Alakbarli. Baku, Fond. Heydar Aliyev, cop. 2012. — 103 P[27]
13. Fuad Akhundov, Farid Alakbarli, Tadeusz Swietochowski, Jahangir Selimkhanov, Farah Aliyeva. Memories of Baku. — New-York: Marquand Books, 2013, 152 P.[28]

## Память
1. А.Хакимов. Титанец (глава, посвященная Алекперли). Издательство «Другое решение», Молдова, 2021, 65 с.
2. А. Хакимов. Зрячие слепцы (книга посвящена памяти Алекперли). Баку, Издательство «Qanun», 2022. 208 с.
3. А. Хакимов. «Дом с видом на море и звезды» (статья посвящена памяти Алекперли), журнал «Литературный Азербайджан», №4, 2022.
4. А. Хакимов. «Дом с видом на море и звезды» (книга). 2025, Баку. Издательство «Мутарджим»[29].